# 島谷一美
島谷 一美（しまや かずみ、1915年10月12日 - 2005年2月13日）は、日本の柔道家（講道館9段）、レスリング選手。

## 人物

### 経歴
| 段位 | 年月日（年齢）         |
| ---- | ---------------------- |
| 入門 | 1932年12月22日（17歳） |
| 初段 | 1933年6月5日（17歳）   |
| 2段  | 1934年11月1日（19歳）  |
| 3段  | 1936年4月1日（20歳）   |
| 4段  | 1937年8月4日（21歳）   |
| 5段  | 1938年10月12日（23歳） |
| 6段  | 1943年1月10日（27歳）  |
| 7段  | 1951年5月7日（35歳）   |
| 8段  | 1963年5月1日（47歳）   |
| 9段  | 1988年（72歳）         |

北海道歌棄郡種前村（現・寿都町）出身で、小学生であった13歳の時に函館市の本間武勝3段の元で柔道を始めた。以来、三田国衛8段や松代林太郎6段らに師事し、函館商業学校では主将として活躍して北海道中等学校柔道大会の個人戦で優勝を果たす傍ら、同時に商業学校卒業までの7年間は新聞配達を経験して、厳冬下セーターと法被1枚で1日10kmを走り込むなど足腰を中心に身体を鍛えた。
卒業後は強豪で知られた日魯漁業（現・マルハニチロ）ラグビー部に引き抜かれ、センターやスリークォーターバックとし活躍。グラウンドを縦横無尽に駆け廻った島谷の足はますます強靭となり、練習の仕上げに2,000mの猛ダッシュの経験は柔道の強化にも大いに役立ったと島谷は述懐している。夜には柔道場で1時間半の稽古をこなし、この両立生活は2年間続けられた。
その後日本大学へ進学した島谷は三船久蔵や徳三宝らの指導を受け、在学中には1939年・41年と2大会連続で日本選士権に出場して3位入賞の戦績を残したほか、主将として学生大会の団体戦に6回出場しうち5回を優勝に導いた。また、同大レスリング部の創設に伴ってメンバーとして駆り出された島谷は、ベルリンオリンピック日本代表の明治大学水谷光三から1週間指導を受けた後にいきなり試合を迎え、前の試合の見様見真似で明治大学の強豪・亀井薫住との試合に臨み、判定で敗れはしたものの「日大レスリング強し」の評を得た。以来3年間はレスリング部も掛け持ちし、1941年と翌42年には全日本レスリング選手権のウェルター級で2連覇を果たしている。
島谷の柔道は立技が主体であったが、レスリング時代に殆どの試合でフォール勝ちを収めた実績は柔道の寝技にも大いに役立ち、日大対武専の試合で1度抑え込まれて敗れたのみである。
大学卒業後は柔道専門家を志して講道館高等教員養成所に進み、戦時中は帝都高速度交通営団や古川電線青年学校の柔道講師、日本大学の報国団鍛錬班講師等を歴任した。
終戦後は宮城県石巻市にて会社員となり、年中無休で朝7時から夜12時まで仕事（うち夕方の2時間のみ柔道指導）に追われながらも柔道大会には精力的に出場、仕事の後夜行列車で試合会場に向かい、試合後には夜行列車に飛び乗って翌朝宮城に戻るとそのまま仕事に直行するという生活を5年間続けた。
1948年の東北選手権で優勝し第1回全日本選手権に出場するなどしたが、過労と食糧不足が祟って1950年4月に当時“不治の病”と恐れられた結核を患った。卵大の空洞1個と小指大の空洞2個が見つかり、120日間の入院生活中には片肺を失って医師から死の宣告も受けたが、函館にいる息子の病気を知った島谷は病院を抜け出して半死半生の状態で帰郷。函館で脊椎矯正を受けるなど2年以上の治療期間を経て奇跡的に回復をみた島谷は、久し振りに柔道の稽古を再開した。函館の警察道場に赴いた際には「俺は病み上がりだが、まだ警察の選手は問題にならない」と放言し、2-4段の猛者を相手に5分やっては10分休みという乱取りながら遂に一本は取らせず、逆に何人かを畳に叩きつけたという。
体調をめきめきと回復させた島谷は函館にほねつぎと道場（島谷柔道学校）を開くと、佐藤宣紘らを育てる傍ら自身も選手としても活動した。1954年の北海道選手権では、1回戦で全日本選手権6回出場の強豪・二瓶英雄を内股すかしで転がし、2回戦で前年度全日本学生王者の末木茂を払腰で宙に舞わせ、準決勝戦で梶浦6段を巴投、決勝戦では阿部隆雄を払腰返で下して、自身4度目となる全日本選手権への出場権を得た。
本大会では1回戦で10歳以上年少の信越代表伴庭一秀6段と試合時間一杯（8分間）を戦って判定で敗れたものの、大会最年長（38歳）、最高段位（7段）、最小躯（身長約168cm・体重約64kg）で、肺活量に至っては女子にも劣る約2800mlで出場したこの大会こそ、島谷の柔道家としての真骨頂であったと言えよう。島谷自身、「この大会で精神力が大きく向上した」と述べている。
なお、試合に際し医師団がレントゲン撮影をしたところ、以前患った肺の空洞は全て石灰化し完全に治癒していたという。
1956年に宮城県仙台市の東北柔道専門学校（現・仙台接骨医療専門学校）へ教務部長として招聘され、同時に東北学院中学校・高等学校の講師としても教鞭を執った。以来宮城県はもとより東北地方の柔道発展に尽力し、1967年には東北柔道専門学校の理事長に就任。3,000名以上の卒業生は各地で地域医療や柔道振興に努め、その中にはスイスやフィンランド、韓国など海外出身者も多くいた。
還暦を迎えてもなお元気に柔道衣に袖を通し続けた島谷は1988年の嘉納師範没後50年祭で講道館9段に昇段。しかしながら、晩年は体調不良により入退院の繰り返しを余儀なくされた。2005年に他界した際には、氏の「自分が信仰するのは柔道教だけ」という遺志に従い無宗教にて葬儀が執り行われている。
宮城県柔道連盟理事を務めた柴田仁市郎は島谷の死に際し、「伝統や因習に捉われず、他競技からも良い物は受け容れるなど非常に柔軟な考えを持っていた」「自身の実績を誇示する事はせず、権力にへつらう事も貧賤を蔑む事もなく、自分から地位や職を求めない自在自然流な生き方をしていた」と島谷の人柄を述懐している。

### 戦歴
島谷は現役時代、全日本選士権・選手権大会のほか全日本東西対抗大会、明治神宮大会、国民体育大会、学生東西対抗大会、全満州対東京学連軍試合、満州建国10周年記念全満州対全日本試合、同天覧試合、靖国神社奉納武道大会（個人戦優勝）、東京都下産業大会（個人戦2連覇）、東京大学リーグ（5回優勝）、講道館紅白試合（5段の部4人抜き）など多くの大会で活躍した。
70kgに満たない体重ながら体格差をものともせず、前述の通り体重無差別の全日本選手権に4度出場したほか、日本代表の一員として出場した満州建国10周年記念大会では、前年度明治神宮大会を制した相手と、体重差30kgを克服し7分間の試合の末に引き分けに持ち込んでいる。